# Hopreeni
Hopreeni är en ö i Finland. Den ligger i Bottenviken och i kommunen Uleåborg i den ekonomiska regionen  Uleåborgs ekonomiska region i landskapet Norra Österbotten, i den norra delen av landet. Ön ligger omkring 19 kilometer nordväst om Uleåborg och omkring 550 kilometer norr om Helsingfors.
Öns area är 0,2 hektar och dess största längd är 60 meter i sydväst-nordöstlig riktning. Närmaste större samhälle är Uleåborg, 18,2 km sydost om Hopreeni.